# Mário Genival Tourinho
Mário Genival Tourinho (Montes Claros, 4 de maio de 1933 – Belo Horizonte, 21 de setembro de 2024)
 foi um político brasileiro do estado de Minas Gerais. Atuou como deputado estadual de Minas Gerais na 6ª legislatura (1967 - 1971) como suplente.